# Герасимов, Владимир Фёдорович
Владимир Фёдорович Герасимов (20 апреля 1940 — 26 марта 2009) — русский писатель

, публицист, коллекционер, известный краевед, музейный работник, основатель народного Музея трудовой славы ПО БЛПК. Действительный член Географического общества Академии Наук России, автор известной «Летописи Братска» и многих других работ по краеведению.

## Биография
Приехал в Братск 8 августа 1961 года после окончания строительного училища в Костромской области, где получил профессию белодеревщика. Работал на строительстве нового Братска. Принимал участие в строительстве первой улицы — ул. Мира до первого кольца, строил телецентр, ДК «Лесохимик», кинотеатр «Россия», работая бетонщиком, каменщиком, монтажником, просто тем, «куда пошлют» в знаменитой комплексной бригаде Виталия Ситникова.
В 1969 году стал директором народного музея трудовой славы БЛПК (сейчас: музей истории и технологии БЛПК). Занявшись историей БЛПК, Герасимов собрал богатейший краеведческий материал о старом Братске и передал его в городской объединенный музей. Имя краеведа стало хорошо известно, благодаря многочисленным публикациям в местной прессе.
В 1991 году вышла в свет его первая книга «Летопись Братска». Книга вышла тиражом 10 000 экземпляров и пополнила книжные фонды всех библиотек района, стала настольной книгой старшеклассников и всех, кому дорога история родного края. 1 экземпляр «Летописи Братска» хранится в Вашингтонской библиотеке. Писал стихи, миниатюры, собрал коллекцию монет, значков и минералов.
Публикации Герасимова чаще всего встречаются в газетах «Красное знамя» (позднее «Знамя», «Огни Ангары», «Братский целлюлозник» (позднее «Братский лесохимик»), «Братск Православный», «Твоя газета» (все из Братска), «Восточно-Сибирская правда» (Иркутск). Помимо этого Герасимов является автором более десяти книг по истории Братска и его района.